# Premi BAFTA 2019
La 72ª edizione dei BAFTA, premi conferiti dalla British Academy of Film and Television Arts alle migliori produzioni cinematografiche del 2018 si è tenuta il 10 febbraio 2019 alla Royal Albert Hall di Londra. La cerimonia è stata presentata per il terzo anno consecutivo dall'attrice britannica Joanna Lumley.
Le candidature sono state annunciate il 9 gennaio 2019.

## Vincitori e candidati

### Miglior film
- Roma, regia di Alfonso Cuarón
- BlacKkKlansman, regia di Spike Lee
- La favorita (The Favourite), regia di Yorgos Lanthimos
- Green Book, regia di Peter Farrelly
- A Star Is Born, regia di Bradley Cooper

### Miglior film britannico
- La favorita (The Favourite), regia di Yorgos Lanthimos
- Beast, regia di Michael Pearce
- Bohemian Rhapsody, regia di Bryan Singer
- McQueen, regia di Ian Bonhôte
- Stanlio & Ollio (Stan & Ollie), regia di Jon S. Baird
- A Beautiful Day - You Were Never Really Here (You Were Never Really Here), regia di Lynne Ramsay

### Miglior debutto di un regista, sceneggiatore o produttore britannico
- Michael Pearce (regista, sceneggiatore) e Lauren Dark (produttrice) – Beast
- Daniel Kokotajilo (regista, sceneggiatore) – Apostasy
- Chris Kelly (regista, sceneggiatore, produttore) – A Cambodian Spring
- Leanne Welham (regista, sceneggiatrice) e Sophie Harman (produttrice) – Pili
- Richard Billingham (regista, sceneggiatore) e Jacqui Davies (produttrice) – Ray & Liz

### Miglior film straniero
- Roma, regia di Alfonso Cuarón • Messico
- Cafarnao - Caos e miracoli (کفرناحوم), regia di Nadine Labaki • Libano
- Cold War (Zimna wojna), regia di Paweł Pawlikowski • Polonia
- Dogman, regia di Matteo Garrone • Italia
- Un affare di famiglia (万引き家族), regia di Hirokazu Kore'eda • Giappone

### Miglior documentario
- Free Solo, regia di Elizabeth Chai Vasarhelyi e Jimmy Chin
- McQueen, regia di Ian Bonhôte
- RBG, regia di Betsy West e Julie Cohen
- They Shall Not Grow Old - Per sempre giovani (They Shall Not Grow Old), regia di Peter Jackson
- Three Identical Strangers, regia di Tim Wardle

### Miglior film d'animazione
- Spider-Man - Un nuovo universo (Spider-Man: Into the Spider-Verse), regia di Bob Persichetti, Peter Ramsey e Rodney Rothman
- Gli Incredibili 2 (Incredibles 2), regia di Brad Bird
- L'isola dei cani (Isle of Dogs), regia di Wes Anderson

### Miglior regista
- Alfonso Cuarón – Roma
- Spike Lee – BlacKkKlansman
- Paweł Pawlikowski – Cold War (Zimna wojna)
- Yorgos Lanthimos – La favorita (The Favourite)
- Bradley Cooper – A Star Is Born

### Miglior sceneggiatura originale
- Deborah Davis e Tony McNamara – La favorita (The Favourite)
- Paweł Pawlikowski e Janusz Glowacki – Cold War (Zimna wojna)
- Brian Currie, Peter Farrelly e Nick Vallelonga – Green Book
- Alfonso Cuarón – Roma
- Adam McKay – Vice - L'uomo nell'ombra (Vice)

### Miglior sceneggiatura non originale
- Spike Lee, David Rabinowitz, Charlie Wachtel e Kevin Willmott – BlacKkKlansman
- Nicole Holofcener e Jeff Whitty – Copia originale (Can You Ever Forgive Me?)
- Josh Singer – First Man - Il primo uomo (First Man)
- Barry Jenkins – Se la strada potesse parlare (If Beale Street Could Talk)
- Bradley Cooper, Will Fetters e Eric Roth – A Star Is Born

### Miglior attore protagonista
- Rami Malek – Bohemian Rhapsody
- Christian Bale – Vice - L'uomo nell'ombra (Vice)
- Steve Coogan – Stanlio & Ollio (Stan & Ollie)
- Bradley Cooper – A Star Is Born
- Viggo Mortensen – Green Book

### Miglior attrice protagonista
- Olivia Colman – La favorita (The Favourite)
- Glenn Close – The Wife - Vivere nell'ombra (The Wife)
- Viola Davis – Widows - Eredità criminale (Widows)
- Lady Gaga – A Star Is Born
- Melissa McCarthy – Copia originale (Can You Ever Forgive Me?)

### Miglior attore non protagonista
- Mahershala Ali – Green Book
- Timothée Chalamet – Beautiful Boy
- Adam Driver – BlacKkKlansman
- Richard E. Grant – Copia originale (Can You Ever Forgive Me?)
- Sam Rockwell – Vice - L'uomo nell'ombra (Vice)

### Miglior attrice non protagonista
- Rachel Weisz – La favorita (The Favourite)
- Amy Adams – Vice - L'uomo nell'ombra (Vice)
- Claire Foy – First Man - Il primo uomo (First Man)
- Margot Robbie – Maria regina di Scozia (Mary Queen of Scots)
- Emma Stone – La favorita (The Favourite)

### Miglior colonna sonora
- Bradley Cooper, Lady Gaga e Lukas Nelson – A Star Is Born
- Terence Blanchard – BlacKkKlansman
- Nicholas Britell – Se la strada potesse parlare (If Beale Street Could Talk)
- Alexandre Desplat – L'isola dei cani (Isle of Dogs)
- Marc Shaiman – Il ritorno di Mary Poppins (Mary Poppins Returns)

### Miglior fotografia
- Alfonso Cuarón – Roma
- Newton Thomas Sigel – Bohemian Rhapsody
- Łukasz Żal – Cold War (Zimna wojna)
- Robbie Ryan – La favorita (The Favourite)
- Linus Sandgren – First Man - Il primo uomo (First Man)

### Miglior montaggio
- Hank Corwin – Vice - L'uomo nell'ombra (Vice)
- John Ottman – Bohemian Rhapsody
- Giōrgos Mauropsaridīs – La favorita (The Favourite)
- Tom Cross – First Man - Il primo uomo (First Man)
- Alfonso Cuarón e Adam Gough – Roma

### Miglior scenografia
- Fiona Crombie e Alice Felton – La favorita (The Favourite)
- Stuart Craig e Anna Pinnock – Animali fantastici - I crimini di Grindelwald (Fantastic Beasts: The Crimes of Grindelwald)
- Nathan Crowley e Kathy Lucas – First Man - Il primo uomo (First Man)
- John Myhre e Gordon Sim – Il ritorno di Mary Poppins (Mary Poppins Returns)
- Eugenio Caballero e Bárbara Enríquez – Roma

### Migliori costumi
- Sandy Powell – La favorita (The Favourite)
- Mary Zophres – La ballata di Buster Scruggs (The Ballad of Buster Scruggs)
- Julian Day – Bohemian Rhapsody
- Sandy Powell – Il ritorno di Mary Poppins (Mary Poppins Returns)
- Alexandra Byrne – Maria regina di Scozia (Mary Queen of Scots)

### Miglior trucco e acconciatura
- Nadia Stacey – La favorita (The Favourite)
- Mark Coulier e Jan Sewell – Bohemian Rhapsody
- Jenny Shircore – Maria regina di Scozia (Mary Queen of Scots)
- Mark Coulier e Jeremy Woodhead – Stanlio & Ollio (Stan & Ollie)
- Vice - L'uomo nell'ombra (Vice)

### Miglior sonoro
- John Casali, Tim Cavagin, Nina Hartstone, Paul Massey e John Warhurst – Bohemian Rhapsody
- Mary H. Ellis, Mildred Iatrou Morgan, Ai-Ling Lee, Frank A. Montaño e Jon Taylor – First Man - Il primo uomo (First Man)
- Gilbert Lake, James H. Mather, Christopher Munro e Mike Prestwood Smith – Mission: Impossible - Fallout
- Erik Aadahl, Michael Barosky, Brandon Procter e Ethan Van der Ryn – A Quiet Place - Un posto tranquillo (A Quiet Place)
- Steve Morrow, Alan Robert Murray, Jason Ruder, Tom Ozanich e Dean Zupancic – A Star Is Born

### Miglior effetti speciali
- Geoffrey Baumann, Jesse James Chisholm, Craig Hammack e Dan Sudick – Black Panther
- Dan DeLeeuw, Russell Earl, Kelly Port e Dan Sudick – Avengers: Infinity War
- Tim Burke, Andy Kind, Christian Manz e David Watkins – Animali fantastici - I crimini di Grindelwald (Fantastic Beasts: The Crimes of Grindelwald)
- Ian Hunter, Paul Lambert, Tristan Myles e J.D. Schwalm – First Man - Il primo uomo (First Man)
- Matthew E. Butler, Grady Cofer, Roger Guyett e Dave Shirk – Ready Player One

### Miglior cortometraggio animato
- Roughhouse – Jonathan Hodgson e Richard Van Den Boom
- I'm OK – Elizabeth Hobbs, Abigail Addison e Jelena Popović
- Marfa – Gary McLeod e Myles McLeod

### Miglior cortometraggio
- 73 Cows – Alex Lockwood
- Bachelor, 38 – Angela Clarke
- The Blue Door – Ben Clark, Megan Pugh e Paul Taylor
- The Field – Sandhya Suri e Balthazar de Ganay
- Wale – Barnaby Blackburn, Sophie Alexander, Catherine Slater e Edward Speleers

### Miglior stella emergente
- Letitia Wright
- Jessie Buckley
- Cynthia Erivo
- Barry Keoghan
- Lakeith Stanfield